# Плочник (Калиновик)
Плочник је насељено мјесто у општини Калиновик, Република Српска, БиХ. Према попису становништва из 1991. у насељу је живјело 14 становника. Према попису из 2013. у насељу је живјело 6 становника.

## Географија
Плочник се налази у кањону Неретве на надморској висини од око 1.140 метара.

## Становништво
| Националност | 1991. |
| Срби         | 14    |
| Укупно       |       |

| Демографија | Демографија | Демографија |
| Година      | Становника  | Становника  |
| ----------- | ----------- | ----------- |
| 1961.       | 196         |             |
| 1971.       | 89          |             |
| 1981.       | 23          |             |
| 1991.       | 14          |             |
| 2013.       | 6           |             |